# Episodi di Mork & Mindy (quarta stagione)
La quarta stagione della serie televisiva Mork & Mindy andò in onda in prima visione originale dal 1981 al 1982.
| nº | Titolo originale                  | Titolo italiano              | Prima TV USA     | Prima TV Italia |
| -- | --------------------------------- | ---------------------------- | ---------------- | --------------- |
| 1  | Limited Engagement                | Mork si dichiara             | 8 ottobre 1981   |                 |
| 2  | The Wedding                       | Le nozze di Mork e Mindy     | 15 ottobre 1981  |                 |
| 3  | The Honeymoon                     | Luna di miele                | 22 ottobre 1981  |                 |
| 4  | Three the Hard Way                | Un parto difficile           | 29 ottobre 1981  |                 |
| 5  | Mama Mork, Papa Mindy             | Un figlio fuori del normale  | 5 novembre 1981  |                 |
| 6  | My Dad Can't Beat Up Anybody      | Papà sei grande              | 12 novembre 1981 |                 |
| 7  | Long Before We Met                | Prima che c'incontrassimo    | 19 novembre 1981 |                 |
| 8  | Rich Mork, Poor Mork              | Il povero Mork diventa ricco | 26 novembre 1981 |                 |
| 9  | Alienation                        | Alienazione                  | 3 dicembre 1981  |                 |
| 10 | P.S. 2001                         | Mearth, lo scolaro del 2001  | 17 dicembre 1981 |                 |
| 11 | Pajama Game II                    | L'educazione sessuale        | 7 gennaio 1982   |                 |
| 12 | Present Tense                     | L'importante è amarsi        | 14 gennaio 1982  |                 |
| 13 | Metamorphosis - The TV Show       | La metamorfosi               | 21 gennaio 1982  |                 |
| 14 | Drive, She Said                   | E guida, disse               | 4 febbraio 1982  |                 |
| 15 | I Don't Remember Mama             | Non ricordo niente           | 11 febbraio 1982 |                 |
| 16 | Mork, Mindy, and Mearth Meet MILT | Mork e Mindy incontrano MILT | 18 febbraio 1982 |                 |
| 17 | Midas Mork                        | Non è tutto oro…             | 15 aprile 1982   |                 |
| 18 | Cheerleader in Chains             | Mindy finisce in prigione    | 22 aprile 1982   |                 |
| 19 | Gotta Run: Part 1                 | Fuggiamo insieme – parte 1   | 6 maggio 1982    |                 |
| 20 | Gotta Run: Part 2                 | Fuggiamo insieme – parte 2   | 13 maggio 1982   |                 |
| 21 | Gotta Run: Part 3                 | Fuggiamo insieme – parte 3   | 20 maggio 1982   |                 |
| 22 | The Mork Report                   | Il resoconto di Mork         | 27 maggio 1982   |                 |